# Пинто (Чили)
Пинто (исп. Pinto) — посёлок в Чили. Административный центр одноимённой коммуны. Население — 2787 человек (2002). Посёлок и коммуна входит в состав провинции Дигильин и области Ньюбле.
Территория коммуны — 1164 км². Численность населения — 10 595 жителей (2007). Плотность населения — 9,1 чел./км².

## Расположение
Посёлок расположен в 22 км юго-восточнее административного центра области — города Чильян.
Коммуна граничит:
- на севере — с коммуной Койуэко
- на востоке — с провинцией Неукен (Аргентина)
- на юге — с коммуной Антуко
- на юго-западе — с коммунами Сан-Игнасио, Эль-Кармен, Юнгай
- на северо-западе — с коммуной Чильян

## Демография
Согласно сведениям, собранным в ходе переписи Национальным институтом статистики, население коммуны составляет 10 595 человек, из которых 5382 мужчины и 5213 женщин.
Население коммуны составляет 0,53 % от общей численности населения области Био-Био. 61,05 % относится к сельскому населению и 38,95 % — городское население.

### Важнейшие населенные пункты коммуны
- Пинто (посёлок) — 2787 жителей
- Ресинто (посёлок) — 1491 житель